# William Grenfell
William Henry Grenfell, sesto barone Desborough of Taplow (Londra, 30 ottobre 1855 – Panshanger, 9 gennaio 1945), è stato uno schermidore britannico, vincitore di una medaglia d'argento nella scherma ai giochi intermedi di Atene del 1906 (non riconosciuti dal CIO).
Fu eletto alla Camera dei comuni tra il 1880 ed il 1905, prima con il Partito Liberale e poi con il Partito Conservatore, rappresentando il collegio di Salisbury e quello di Wycombe, dopodiché fu elevato alla Camera dei lord.

## Ascendenza
|                                          |                                       |                                       | Genitori                                |  |  | Nonni |  |  | Bisnonni        |  |  | Trisnonni       |  |
|                                          |                                       |                                       |                                         |  |  |       |  |  | Pascoe Grenfell |  |  | Pascoe Grenfell |  |
|                                          |                                       |                                       |                                         |  |  |       |  |  | Pascoe Grenfell |  |  | Pascoe Grenfell |  |
|                                          |                                       | Mary Tremenheere                      |                                         |  |  |       |  |  | Pascoe Grenfell |  |  |                 |  |
| Charles Pascoe Grenfell                  |                                       |                                       |                                         |  |  |       |  |  | Pascoe Grenfell |  |  |                 |  |
|                                          |                                       | Charlotte Granville                   | George Granville                        |  |  |       |  |  |                 |  |  |                 |  |
|                                          |                                       | Charlotte Granville                   | George Granville                        |  |  |       |  |  |                 |  |  |                 |  |
|                                          |                                       | Charlotte Granville                   | Elizabeth Bryer                         |  |  |       |  |  |                 |  |  |                 |  |
| Charles William Grenfell                 |                                       | Charlotte Granville                   |                                         |  |  |       |  |  |                 |  |  |                 |  |
|                                          |                                       | William Molyneux, II conte di Sefton  | Charles Molyneux, I conte di Sefton     |  |  |       |  |  |                 |  |  |                 |  |
|                                          |                                       | William Molyneux, II conte di Sefton  | Charles Molyneux, I conte di Sefton     |  |  |       |  |  |                 |  |  |                 |  |
|                                          |                                       | William Molyneux, II conte di Sefton  | lady Isabella Stanhope                  |  |  |       |  |  |                 |  |  |                 |  |
| lady Georgiana Molyneux                  |                                       | William Molyneux, II conte di Sefton  |                                         |  |  |       |  |  |                 |  |  |                 |  |
|                                          |                                       | hon. Maria Margaretta Craven          | William Craven, VI barone Craven        |  |  |       |  |  |                 |  |  |                 |  |
|                                          |                                       | hon. Maria Margaretta Craven          | William Craven, VI barone Craven        |  |  |       |  |  |                 |  |  |                 |  |
|                                          |                                       | hon. Maria Margaretta Craven          | lady Elizabeth Berkeley                 |  |  |       |  |  |                 |  |  |                 |  |
| William Grenfell, I barone Desborough    |                                       | hon. Maria Margaretta Craven          |                                         |  |  |       |  |  |                 |  |  |                 |  |
|                                          | Henry Lascelles, II conte di Harewood | Edward Lascelles, I conte di Harewood |                                         |  |  |       |  |  |                 |  |  |                 |  |
|                                          | Henry Lascelles, II conte di Harewood | Edward Lascelles, I conte di Harewood |                                         |  |  |       |  |  |                 |  |  |                 |  |
|                                          | Henry Lascelles, II conte di Harewood | Anne Chaloner                         |                                         |  |  |       |  |  |                 |  |  |                 |  |
| hon. William Saunders Sebright Lascelles | Henry Lascelles, II conte di Harewood |                                       |                                         |  |  |       |  |  |                 |  |  |                 |  |
|                                          |                                       | Henrietta Sebright                    | sir John Sebright, VI baronetto         |  |  |       |  |  |                 |  |  |                 |  |
|                                          |                                       | Henrietta Sebright                    | sir John Sebright, VI baronetto         |  |  |       |  |  |                 |  |  |                 |  |
|                                          |                                       | Henrietta Sebright                    | Sarah Knight                            |  |  |       |  |  |                 |  |  |                 |  |
| Georgiana Caroline Lascelles             |                                       | Henrietta Sebright                    |                                         |  |  |       |  |  |                 |  |  |                 |  |
|                                          |                                       | George Howard, VI conte di Carlisle   | Frederick Howard, V conte di Carlisle   |  |  |       |  |  |                 |  |  |                 |  |
|                                          |                                       | George Howard, VI conte di Carlisle   | Frederick Howard, V conte di Carlisle   |  |  |       |  |  |                 |  |  |                 |  |
|                                          |                                       | George Howard, VI conte di Carlisle   | lady Margaret Leveson-Gower             |  |  |       |  |  |                 |  |  |                 |  |
| lady Caroline Georgiana Howard           |                                       | George Howard, VI conte di Carlisle   |                                         |  |  |       |  |  |                 |  |  |                 |  |
|                                          |                                       | lady Georgiana Cavendish              | William Cavendish, V duca di Devonshire |  |  |       |  |  |                 |  |  |                 |  |
|                                          |                                       | lady Georgiana Cavendish              | William Cavendish, V duca di Devonshire |  |  |       |  |  |                 |  |  |                 |  |
|                                          |                                       | lady Georgiana Cavendish              | lady Georgiana Spencer                  |  |  |       |  |  |                 |  |  |                 |  |
|                                          |                                       | lady Georgiana Cavendish              |                                         |  |  |       |  |  |                 |  |  |                 |  |